# Pere Lluís i Font
Pere Lluís i Font   (Pujalt, 1934) és un filòsof i teòleg català, professor universitari d'història de la filosofia moderna i de filosofia de la religió, i 57è Premi d'Honor de les Lletres Catalanes el 2025.

## Biografia
Pere Lluís va néixer en una família pagesa a Pujalt, un petit poble del Pallars Sobirà, on durant la guerra la FAI va destruir l'església i al seu lloc hi va construir una escola, que no n'hi havia. Als dotze anys va començar a estudiar com a seminarista al Seminari Conciliar de la Seu d'Urgell i després a Tolosa de Llenguadoc, on es va llicenciar en filosofia a la universitat pública el 1959 i en teologia (com a laic) a l'Institut Catòlic de Tolosa el 1962. Després de set anys a França, va tornar a Catalunya «amb la motxilla plena d'idees», i va entrar el 1963 a la Universitat de Barcelona com a ajudant de Joaquim Carreras i Artau, on va ensenyar història de la filosofia antiga fins al 1968, any de la creació de la Universitat Autònoma de Barcelona (UAB), a la qual va ser cridat i on ha ensenyat història de la filosofia moderna i filosofia de la religió durant 36 anys, fins a la seva jubilació el 2004. També hi ha tingut càrrecs de gestió, com ara primer director del Departament de Filosofia (1970-75), secretari de la Facultat de Lletres (1975-80) i vicerector d'Estudis (1986-90). El 2004 va rebre el Premi Amic dels Amics de la UAB.
Ha estat un dels fundadors de la reconstituïda Societat Catalana de Filosofia (1980) i és membre del Col·legi de Filosofia de Barcelona (des del 1982). Ha impulsat diversos projectes editorials en llengua catalana, entre els quals destaca l'ambiciosa col·lecció «Textos filosòfics» (des del 1981), que ha codirigit amb Josep Maria Calsamiglia i Josep Ramoneda, primer a l'Editorial Laia i després a Edicions 62, que ha contribuït a l'ensenyament filosòfic en català a les noves generacions amb un total de noranta-set títols publicats, alguns dels quals va corregir o editar ell mateix.
Així mateix, ha tingut responsabilitats culturals diverses tant en l'àmbit públic com en el privat: ha estat assessor de l'àrea de filosofia de la Gran Enciclopèdia Catalana (1970-71), membre de la junta rectora de l'Associació de Teòlegs Catalans (1972-76), promotor de l'àmbit «El fet religiós» del Congrés de Cultura Catalana (1975-77), president del Centre d'Estudis Francesc Eiximenis (1975-80), membre del Consell Assessor de Cultura de la Generalitat de Catalunya (1984-86), membre de la Junta Rectora de la Societat Catalana de Filosofia (1985-1989), membre del Consell Escolar de Catalunya (1986-90), vicepresident del Patronat de la Fundació Joan Maragall (1989-2016), membre del Consell d'Avaluació Científica i Tècnica del Pla de Recerca de Catalunya (1993-97), membre del Consell Assessor de la Corporació Catalana de Ràdio i Televisió (1996-2008, president des del 2000), membre de la Comissió d'Ètica per a les Ciències i la Tecnologia de Catalunya (1998-99), membre del Consell de Direcció de la Fundació Bernat Metge (des del 2003) i membre del Consell Supervisor del TERMCAT (2005-15).
Ha publicat un centenar de treballs d'història de la filosofia moderna, d'història del pensament català, d'història del pensament cristià i de filosofia de la religió. Traductor de René Descartes i de Blaise Pascal, ha editat en català obres d'aquests dos filòsofs i de Miche de Montaigne, de Baruch Spinoza i d'Immanuel Kant. Ha revisat la terminologia filosòfica i religiosa del Diccionari de la llengua catalana de l'Institut d'Estudis Catalans (1999-2001), i ha impartit centenars de cursos, seminaris, ponències i conferències sobre temes filosòfics, teològics i culturals.
Des del 1990 és membre numerari (emèrit des del 2004) de la Secció de Filosofia i Ciències Socials de l'Institut d'Estudis Catalans, de la qual ha estat secretari (1994-2000) i vicepresident (2000-2007), i des del 2014 és membre numerari de l'Acadèmia de Bones Lletres de Barcelona. Ha rebut la Creu de Sant Jordi (2003), és doctor honoris causa per la Universitat de Lleida (2005) i el 2025 va rebre el 57è Premi d'Honor de les Lletres Catalanes atorgat per Òmnium Cultural durant un acte al Palau de la Música Catalana, el primer filòsof en rebre aquest reconeixement.

## Pensament
Els dos camps de treball principals del professor Pere Lluís han estat la història de la filosofia i la filosofia de la religió. Quant a la història de la filosofia, pensa que és, com deia Léon Brunschvicg, «el laboratori del filòsof», perquè pensar és fonamentalment repensar, i afirma que Paul Ricoeur li va ensenyar a practicar-la fent el mínim possible de filosofia de la història, Robert Blanché, a organitzar-ne el cànon entorn de l'eix Plató-Descartes-Kant, i Georges Bastide, a donar rellevància especial a la tríada de filòsofs-escriptors Montaigne-Descartes-Pascal.
Els seus treballs historicofilosòfics es reparteixen entre la història de la filosofia moderna (en un arc que va de Montaigne a Kant), la història del pensament català i la història del pensament cristià. En la història de la filosofia moderna, considerada com una «segona navegació» (per dir-ho platònicament), els tres filòsofs que ha treballat més a fons són Descartes, Pascal i Kant. La seva aportació més original a l'estudi de Descartes versa sobre la composició, la historicitat i la interpretació del Discurs del mètode, sobre l'evolució de l'ètica cartesiana i sobre el sentit i el lloc de la teoria de la «creació de les veritats eternes» en la filosofia de l'autor. Pascal és considerat com un postcartesià, atípic certament, però digne de figurar al costat dels canònics, és a dir, dels racionalistes continentals i dels empiristes britànics, i, sense minimitzar el seu lloc en la crítica del cartesianisme i en la prehistòria de l'existencialisme. Pensa que el nucli dur de la seva filosofia el constitueixen quatre capítols: una filosofia de la ciència, una filosofia de la religió, una teoria dels ordres de grandesa i una antropologia fenomenològica avant la lettre. I quant a Kant, vol alliberar-lo d'una crosta de tòpics que pensa que desfiguren la seva filosofia, amb claus interpretatives com ara les següents: autonomia relativa de cada una de les tres Crítiques, interpretació de tot el criticisme teòric des de l'estètica transcendental, descobriment del subjecte epistemològic, possibilitat d'una metafísica crítica, valoració de les anàlisis del fet moral i del fet estètic, afirmació de dualitats insuperables, sentit de la pregunta per l'home i consciència de la finitud humana.
Aquesta labor historicofilosòfica es complementa amb treballs sobre la història del pensament català, sobretot del segle xx, convençut com està que la filosofia, universal per naturalesa, té tanmateix sempre una «denominació d'origen» i que la filosofia catalana n'és un exemple. Va destacar que per ser bon professor de filosofia calia ser bon professor de llengua, ja que és el llenguatge és vehicle del pensament.
L'altre camp de treball de Pere Lluís és la filosofia de la religió, que ha cultivat aprofitant el seu bagatge de cultura teològica i motivat per la reflexió de fons sobre la viabilitat del cristianisme en el context de la cultura moderna., ja que considera la història del pensament cristià inseparable de la història de la filosofia, perquè aquesta, com diu Friedrich Nietzsche, porta en les seves venes sang teològica. Ha estat el primer als Països Catalans a definir amb rigor l'estatut de la filosofia de la religió (el seu objecte, la seva possibilitat i la seva legitimitat), en contraposició tant amb la teologia com amb les ciències de la religió, tenint com a principal referent Henri Duméry. Entén aquesta disciplina com un metallenguatge en relació amb el llenguatge religiós, com una filosofia «sectorial» (paral·lela a la filosofia de la ciència), que té per objecte la religió, especialment els problemes relatius a la seva naturalesa i a la seva credibilitat. S'ha ocupat en particular de l'experiència religiosa, dels aspectes epistemològics i metafísics del discurs religiós i de la inculturació de les religions, especialment del cristianisme.

## Obra publicada

### Llibres
- Filosofia de la religió. Sis assaigs i una nota, Barcelona, Fragmenta, 2017. ISBN 978-84-15518-74-7
- Immanuel Kant. Sis assaigs i un diàleg d'ultratomba, Barcelona, Arpa, 2016 (trad. cast., ib.).
- Cristianisme i modernitat. Per una inculturació moderna del cristianisme, Barcelona, Cruïlla/Fundació Joan Maragall, 2016. ISBN 9788466140287
- De Sibiuda a Pascal, passant per Montaigne i per Descartes, Barcelona, ABL / Lleida, Pagès, 2014.
- Joan Maragall o la consciència civil, en el seu temps i en el nostre, Barcelona, Claret/Fundació Joan Maragall, 2008.
- Confessió, Barcelona, UAB / Girona, Documenta Universitària, 2004.
- Introducció a la lectura de Pascal, Barcelona, Cruïlla/Fundació Joan Maragall, 1996. ISBN 848286145X
- Centenari Joaquim Carreras i Artau, Barcelona, Generalitat de Catalunya, 1994.

### Edicions i traduccions
- Joan de la Creu. Poemes essencials.  Fragmenta, 2025. ISBN 979-13-87548-03-2.
- Blaise Pascal, Pensaments i opuscles, Martorell, Adesiara, 2021.
- Blaise Pascal, Escrits de filosofia de la ciència, Girona, Ela Geminada, 2017.
- Alexandre Galí, Filosofia a Catalunya, Barcelona, IEC, 2004 (amb Josep Monserrat).
- Immanuel Kant, Crítica de la raó pràctica, Barcelona, Edicions 62, 2003.
- Tomàs i Joaquim Carreras Artau, Història de la filosofia espanyola. Filosofia cristiana del segle xiii al XV (2 v.), Barcelona, IEC / Girona, Diputació de Girona, 2001.
- Émile Bréhier, Història de la filosofia (3 v.), Barcelona, UAB / Madrid, Tecnos, 1998-2002.
- René Descartes, Tractat de les passions i Cartes sobre la moral, Barcelona, Edicions 62, 1998.
- René Descartes, Discurs del mètode, Barcelona, Edicions 62, 1996.
- Baruch de Spinosa, Tractat de l'esmena de l'enteniment i Cartes sobre el mal, Barcelona, Edicions 62, 1991.
- Ludovico Geymonat, Historia de la filosofía y de la ciencia, Barcelona, Crítica, 1985.
- Immanuel Kant, Fonamentació de la metafísica dels costums, Barcelona, Laia, 1984.
- Immanuel Kant, Prolegòmens a tot metafísica futura que pugui presentar-se com a ciència, Barcelona, Laia, 1982.
- Michel de Montaigne, Apologia de Ramon Sibiuda, Barcelona, Laia, 1982.

### Coordinació
- El Concili Vaticà II, 50 anys després, Barcelona, Cruïlla/Fundació Joan Maragall, 2012.
- Les idees religioses de Joan Maragall, Barcelona, Cruïlla/Fundació Joan Maragall, 2012.
- Repensar vuit conceptes clau de la moral, Barcelona, Cruïlla/Fundació Joan Maragall, 2009 (trad. cast., Madrid, PPC, 2013).
- Repensar setze conceptes clau de la teologia (2 v.), Barcelona, Cruïlla/Fundació Joan Maragall, 2008-2009.
- Una altra mirada. Deu dones i el cristianisme, Barcelona, Cruïlla/Fundació Joan Maragall, 2005.
- Història del pensament cristià. Quaranta figures, Barcelona, Proa/Fundació Joan Maragall, 2002. ISBN 8484374912
- Les idees i els dies. Un segle de filosofia i ciències socials als Països Catalans, Barcelona, Proa/IEC, 2002. ISBN 8484374149
- Deu pensadors cristians del segle XX, Barcelona, Cruïlla/Fundació Joan Maragall, 1999.